# Olatz Beobide

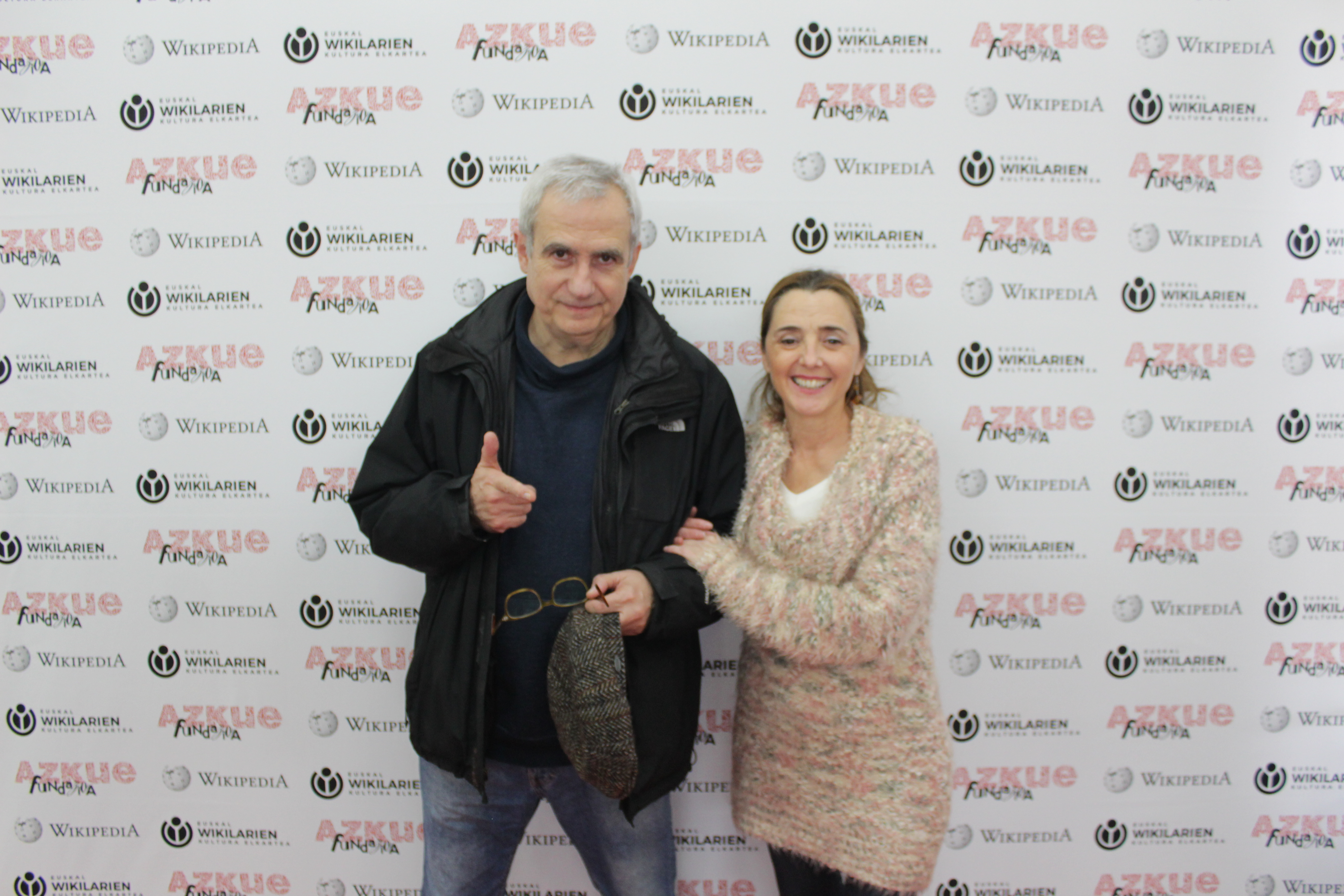
Olatz Beobide avec Isidoro Fernández, le 9 décembre 2017

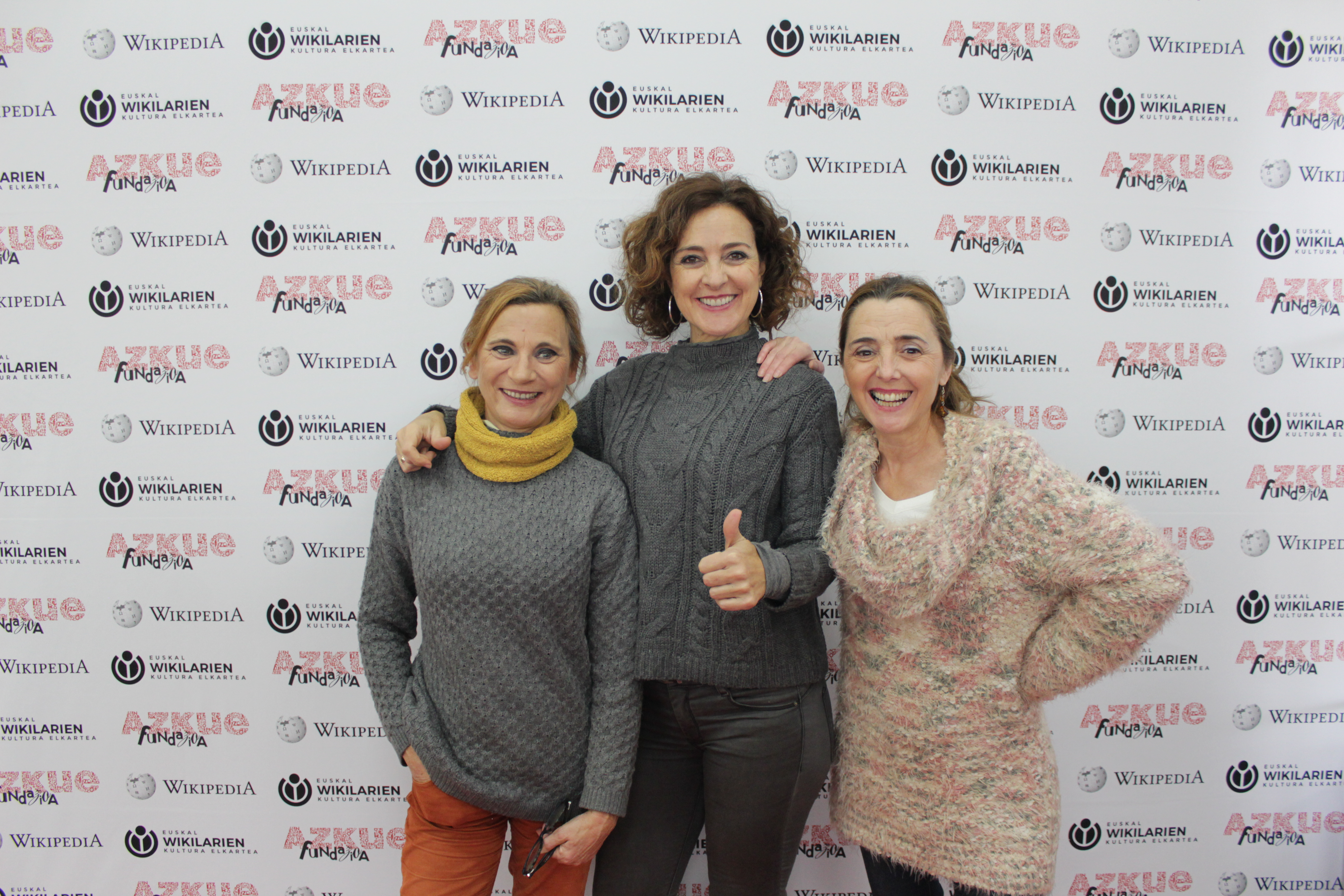
Inconnue, Amaia Lizarralde et Olatz Beobide, travaillant sur Nomophobes le 9 décembre 2017

Olatz Beobide Egaña, née à Saint-Sébastien (Espagne), le 12 septembre 1964, est une actrice et réalisatrice espagnole. En 2007-2013 elle a réalisé la série télévisée basque Goenkale (eu).

## Biographie
Olatz est la fille d'Iñaki Beobide (eu). Diplômée en art dramatique au pays basque, elle s'est rendue à Londres grâce à une bourse de la Députation forale du Guipuscoa, pour se perfectionner en chant et dans la technique Alexander à l'école de Michael Mccallionen. Elle se produit au théâtre à Saragosse, Madrid et en France, avec la compagnie des Chimères, surtout dans des pièces en basque, ainsi qu'avec la compagnie française du Rivage, dans la pièce Caresses de Sergi Belbel.
A la télévision, elle est pendant deux ans la protagoniste de l'émission pour enfants Banan-Banan. Elle participe à plusieurs séries télévisées et commence à diriger d'autres acteurs.
Elle dirige la réalisation de la série télévisée Goenkale pendant sept saisons en 2007-2014 (saisons 13-20). 
En 2016, elle met en scène Nomophobes au théâtre Poltsiko, une pièce sur la dépendance au téléphone portable, qui est jouée pendant trois ans, avec Belen Cruz et Amaia Lizarralde. Elles exploitent le succès en créant une série sur internet, Nomophobics sur Euskara Ingure Digitala.
Elle s'adonne aussi à l'équitation, à la danse et au chant.
En 2024, elle fait une tournée avec la pièce La Pieuvre (Olagarru), soutenue financièrement par l'Udalbiltza (es)  et le Gouvernement basque.

## Théâtre
- 1985 : Equus, mise en scène de J. Cueto
- 1988 : El Castillo de Lindabridis, mise en scène de Juan Pastor
- 1989 : Jacques y Su Amo, mise en scène de Jordi Mesalles
- 2000 : Upal Mandi, compagnie des Chimères, mise en scène de Jean-Marie Broucaret
- 2001 : Manolito Gafotas, mise en scène de Garbi Losada
- 2003 : Nacidos Culpables, mise en scène de Carles Alafaro
- 2004 : Muzzikiren Bidai Harrigarriak (littéralement : Les voyages étonnants de Muzziki), mise en scène d'Edi Naudo
- 2005 : A Cuestas con Murphy, mise en scène de Santiago Sanchez
- 2006 : Circulo de Tiza Caucasiano (littéralement : Cercle de craie du Caucasien), compagnie des Chimères, mise en scène de Jean-Marie Broucaret
- 2006 : Ongi Ibili (littéralement : Bien bien), mise en scène d'Aizpea Goenaga
- 2007 : Amamaren Memoria (littéralement : Mémoires de mères), compagnie des Chimères, mise en scène de Jean-Marie Broucaret
- 2009 : La Pecera, mise en scène d'Edi Naudo
- 2017-2020 : Nomofobikak, mise en scène d'Agurtzane Intxaurraga
- 2019 : Ganba Alaia (littéralement : Heureuses crevettes), mise en scène d'Aizpea Goenaga
- 2019-2020 : Zaldi Urdina (littéralement : Le cheval bleu), mise en scène de Ximun Fuch
- 2021 : Amaya, mise en scène de Kike Diaz de Rada
- 2022 : Hackerrak (littéralement : Les hackers), mise en scène d'Ana Perez
- 2024 : Olagarrua (littéralement : La pieuvre), mise en scène d'Iraia Elias et Amancay Gaztañaga

## Télévision
- 1989 : Del Miño al Bidasoa, série télévisée (TVE 1) de J.A. Labordeta, épisode 1.4 Hacia Levante, el País Vasco
- 1992 : Babel (ETB 1), d'Hasier Etxeberria
- 1993 : Hertzainak (ETB 1), d'Eneko Olagasti - assistante de réalisation
- 1994 : Flamingo berria (ETB1) de Ramon Barea
- 1995 : Jaun ta Jabe (eu) (ETB 1) de Carlos Zabala
- 1996 : Duplex (ETB1), d'A. Goenaga et E. Irureta
- 1998 : Telletxea (ETB1)  d'Itxaso Atutxa - direction des acteurs
- 2002 : Martin (ETB1) d'Eneko Olasagasti
- 2005 : Goenkale (ETB), de Jabi Elorrieta
- 2005-2006 : Balbemendi (ETB1) de Jabi Elortegi - direction des acteurs
- 2007-2014 : Goenkale (eu) (ETB) - réalisatrice
- 2016 : Eskamak kentzen (ETB) d'elle-même et Pedro Fuentes
- 2017 : Nomofobikak (Argia), d'elle-même et Joxerra Camacho, épisodes 1.1-6 - réalisatrice et protagoniste (Kattalink)
- 2018 : Gutuberrak série télévisée (Nahieran), d'elle-même et Pedro Fuentes - réalisatrice et protagoniste
- 2019 : Bzlarri bero bai esan, série télévisée (ZK Zehar Kablea / Hamaika telebista (es)) d'Uxue Bereziartua (eu), Uxua Amonarriz et Aitor Altuna : protagoniste
- 2024 : Segunda Muerte, série télévisée, épisode 1.6 La primera muerte

## Cinéma
- 2003 : Ostertz (eu), court-métrage d'Iñaki Beraetxe (eu)
- 2003 : Lepokoa (eu), court-métrage de Safy Nebbou
- 2004 : Involucion, court-métrage d'Ángel Alonso (es)
- 2005 : Hotel Tivoli d'Antón Reixa
- 2006 : Mystikal (es) d'Ángel Alonso
- 2010 : Arkadia de Yolanda Torres
- 2011 : Maritxu, court-métrage de Kepa Errasti (eu)
- 2012 : Rutina de Cristina Gomez Peña
- 2019 : Naquam Diamond d'Amaia San Sebastian
- 2021 : Ilargi Azpian d'Igor Legarreta (eu)
- 2023 : La sirvienta de Pablo Moreno
- 2023 : Muga, court-métrage d'Eñaut Castagnet
- 2024 : Cuatro Paredes d'Ibon Cormenzana (ca)

## Liens extérieurs
- Ressource relative à l'audiovisuel :   - IMDb
- Notices d'autorité :   - VIAF
  - Espagne